# Liste du patrimoine immobilier classé d'Olne
Cette page regroupe l'ensemble du patrimoine immobilier classé de la ville belge d'Olne.
| Objet | Année de construction / Architecte | Adresse                   | Section communale | Coordonnées                      | Numéro d’inventaire | Illustration |
| --- | ---------------------------------- | ------------------------- | ----------------- | -------------------------------- | ------------------- | --- |
| l'église Saint-Sébastien (M) et ensemble formé par ladite église, le cimetière qui l'entoure et son vieux mur de clôture (S)               |                                    |                           |                   | 50° 35′ 26″ nord, 5° 44′ 58″ est | 63057-CLT-0001-01   | l'église Saint-Sébastien (M) et ensemble formé par ladite église, le cimetière qui l'entoure et son vieux mur de clôture (S)               |
| Ensemble formé par l'église Saint-Adelin et ses abords (tilleul, presbytère, place du Fief, etc)                                           |                                    |                           |                   | 50° 35′ 31″ nord, 5° 43′ 06″ est | 63057-CLT-0002-01   | Ensemble formé par l'église Saint-Adelin et ses abords (tilleul, presbytère, place du Fief, etc)                                           |
| Mare d'Hansez |                                    |                           |                   | 50° 34′ 32″ nord, 5° 43′ 30″ est | 63057-CLT-0003-01   | Mare d'Hansez |
| Ensemble formé par Les Fosses |                                    | Rue Froidbermont          |                   | 50° 35′ 13″ nord, 5° 45′ 17″ est | 63057-CLT-0004-01   | Ensemble formé par Les Fosses |
| Maison dite Maison Ancion (façades; toitures, salon à gauche de la porte d'entrée), Sur le Fief, n°17                                      |                                    | Sur le Fief n°17          |                   | 50° 35′ 31″ nord, 5° 43′ 13″ est | 63057-CLT-0005-01   | Maison dite Maison Ancion (façades; toitures, salon à gauche de la porte d'entrée), Sur le Fief, n°17                                      |
| Maison (intérieur et extérieur) |                                    | Rue du Village, n°30      |                   | 50° 35′ 26″ nord, 5° 44′ 49″ est | 63057-CLT-0006-01   | Image manquanteTéléverser |
| Maison communale (façades, toitures, deux portes du hall, cheminée de la salle des mariages, cage d'escalier), place Leopold Servais, n°40 |                                    |                           |                   | 50° 35′ 27″ nord, 5° 44′ 53″ est | 63057-CLT-0007-01   | Maison communale (façades, toitures, deux portes du hall, cheminée de la salle des mariages, cage d'escalier), place Leopold Servais, n°40 |
| Maison (façades et toitures) |                                    | Rue des Combattants, n°10 |                   | 50° 35′ 23″ nord, 5° 45′ 01″ est | 63057-CLT-0009-01   | Image manquanteTéléverser |
| Maison (façades et toitures) et ruelle pavée                                                                                               |                                    | Rue du Village, n°74      |                   | 50° 35′ 28″ nord, 5° 44′ 59″ est | 63057-CLT-0010-01   | Image manquanteTéléverser |
| Maison, (façades, toitures, cage d'escalier et pièces attenantes au rez-de-chaussée)                                                       |                                    | Rue du Village, n°29      |                   | 50° 35′ 25″ nord, 5° 44′ 50″ est | 63057-CLT-0011-01   | Image manquanteTéléverser |
| Site de la Neuville |                                    |                           |                   | 50° 35′ 59″ nord, 5° 43′ 16″ est | 63057-CLT-0012-01   | Image manquanteTéléverser |
| La réserve naturelle de Massouheid : déclassement d'une bande de 2000 m² (+ TROOZ/Forêt, Massouheid)                                       |                                    |                           |                   | 50° 34′ 32″ nord, 5° 42′ 18″ est | 63057-CLT-0013-02   | Image manquanteTéléverser |
| La réserve naturelle de Massouheid : extension (+ TROOZ/Forêt, Massouheid)                                                                 |                                    |                           |                   | 50° 34′ 25″ nord, 5° 42′ 16″ est | 63057-CLT-0014-01   | Image manquanteTéléverser |
| Le vallon de Froidbermont (S) et établissement d'une zone de protection (ZP)                                                               |                                    |                           |                   | 50° 35′ 15″ nord, 5° 45′ 17″ est | 63057-CLT-0016-01   | Image manquanteTéléverser |